# Ewa Żak
Ewa Żak (née Śliwińska le 27 avril 1993 à Varsovie) est une ancienne joueuse de volley-ball polonaise. Elle mesure 1,82 m et jouait au poste de réceptionneuse-attaquante. Elle a totalisé 22 sélections en équipe de Pologne. Elle a mis un terme à sa carrière de volleyeuse professionnelle en 2018.

## Clubs
| Club                  | De        | À         |
| --------------------- | --------- | --------- |
| MKS MDK Varsovie      |           | 2007-2008 |
| Sparta Varsovie       | 2008-2009 | 2011-2012 |
| Wisła Cracovie        | 2012-2013 | 2012-2013 |
| KS Developres Rzeszów | 2013-2014 | 2017-2018 |